# وزارت امور خارجه (ژاپن)

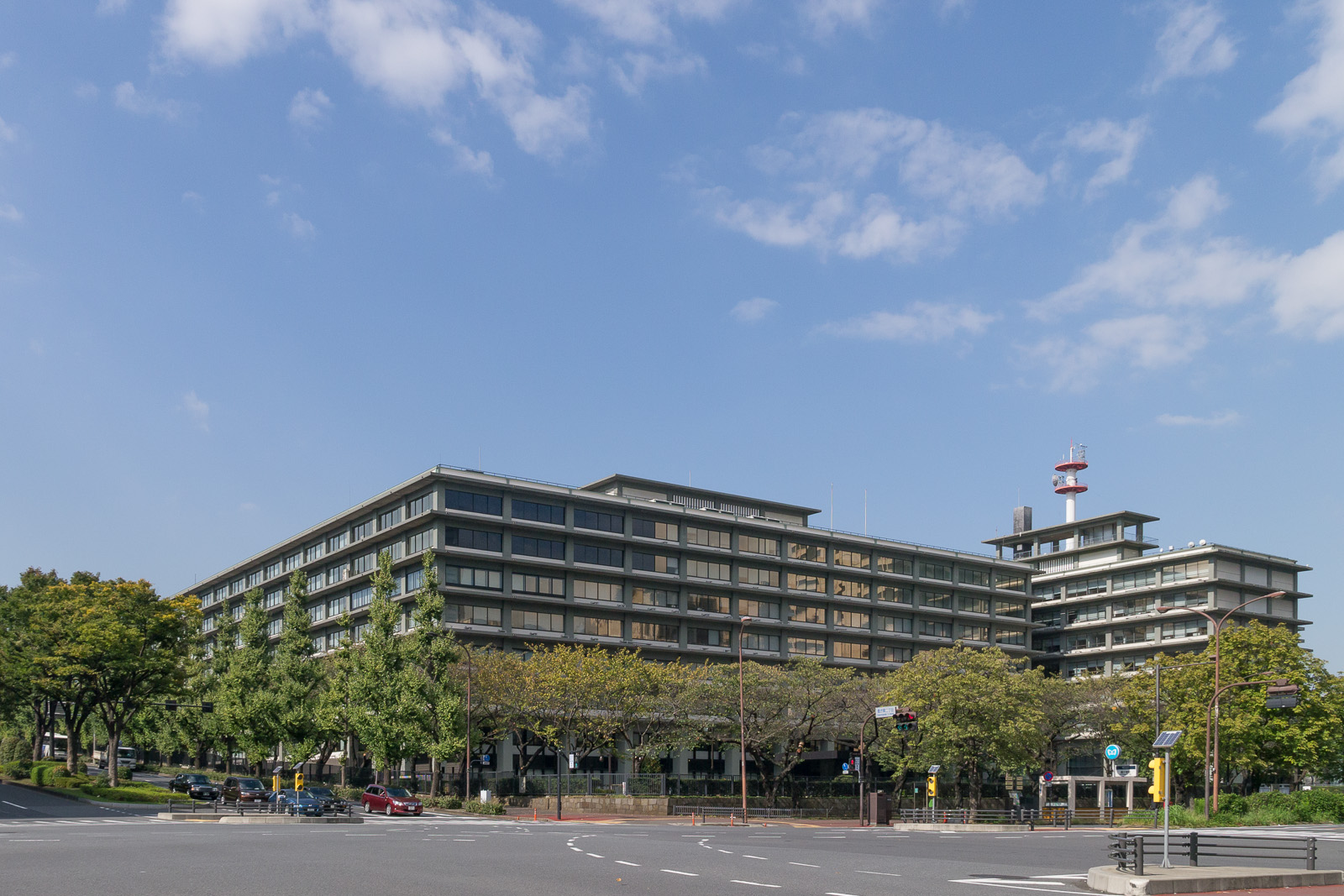
ساختمان مرکزی وزارت امور خارجه ژاپن

وزارت امور خارجه نهاد مسئول روابط خارجی ژاپن است. این وزارت‌خانه بر پایه سومین ماده «قانون سازمان‌دهی دولت ملی» و «قانون تأسیس وزارت امور خارجه» تشکیل شده‌است. مأموریت آن طبق قانون، «ارتقای منافع ژاپن و اتباع ژاپنی و در عین حال، کمک به حفظ جامعه جهانی آرام و ایمن، از طریق اقدام فعال و جدی به منظور ایجاد فضای بین‌المللی مناسب و حفظ و توسعه روابط خارجی هماهنگ» است.